# Марто, Жан
Жан Марто (фр. Jean Marteau; 4 апреля 1903, Реймс — 23 сентября 1970, Женева) — швейцарский писатель и журналист. Сын скрипача Анри Марто.
Опубликовал девять романов, в том числе исторический роман «Разбитое сердце» (фр. Crèvecœur; 1945), основанный на легенде, согласно которой незаконный сын Людовика XVI нашёл убежище в Женеве.
Многолетний колумнист газеты Tribune de Genève. Очерки Марто, посвящённые городу, собраны в книгах «Дороги Женевы» (фр. Les Chemins de Genève; 1963), «Хроники под женевским соусом» (фр. Chroniques à la sauce genevoise; 1967), «Женева и её старые бистро» (фр. Genève et ses vieux bistrots; 1971).
Похоронен на Кладбище Королей. Имя Марто носит площадь в Женеве (фр. Place Jean-Marteau), на ней установлен бюст писателя. Для дальнейшей работы с наследием писателя в 1999 г. создано Общество Жана Марто.